# Chiropotes utahickae
Chiropotes utahickae är en primat i släktet sakier som förekommer i norra Brasilien. Den listades tidigare som underart till satansapan (Chiropotes satanas) och godkänns nu oftast som självständig art. Artepitet hedrar zoologen Uta Hick från Kölns zoo som var mycket aktiv i sakiernas utforskning.

## Utseende
Arten har en mörk rödbrun päls som kan vara ännu mörkare på huvudet och på extremiteterna. Annars har den samma utseende som satansapan. Hannar är med en genomsnittlig kroppslängd (huvud och bål) av 39 cm och en vikt av cirka 3,1 kg tydlig större än honor. Honornas kroppslängd är ungefär 36,5 cm och de väger cirka 2,5 kg. Därtill kommer den yviga svansen som är nästan lika lång som övriga kroppen.

## Utbredning och habitat
Utbredningsområdet ligger mellan floderna Xingu och Tocantins som är södra bifloder till Amazonfloden. Habitatet utgörs främst av regnskog.

## Ekologi
Chiropotes utahickae är aktiv på dagen och äter huvudsakligen mogna eller omogna frukter. Födan kompletteras med frön, blommor, blad, andra växtdelar och några insekter. Flera honor, hannar och deras ungar bildar en flock som har cirka 22 medlemmar. Gruppen delar sig ofta när de letar efter föda. Flockens revir är ungefär 60 till 100 hektar stort.
Honan föder efter 150 dagar dräktighet ett ungdjur under den torra perioden mellan december och april. Ungen klamrar sig i början fast i pälsen på moderns buk och klättrar senare även på hennes rygg. Individerna kan leva upp till 18 år.

## Hot och status
Arten hotas främst av skogsavverkningar. Till exempel är olika dammbyggnader planerade i utbredningsområdet. Dessutom jagas djuret för köttets och pälsens skull. IUCN befarar att populationen minskar med 50 procent under de kommande 30 åren (tre generationer) och listar Chiropotes utahickae som sårbar (VU).